# Коммунар (Волгоградская область)
Коммунар — посёлок в Ленинском районе Волгоградской области, административный центр Коммунаровского сельского поселения.
Население — 882 (2010)

## История
Дата основания не установлена. Согласно данным справочника административно-территориального деления на 1 июля 1968 года в Ленинском районе посёлок Коммунар значился в составе Заплавненского сельского совета. Решением Волгоградского облисполкома от 18 февраля 1976 года № 4/160 в Ленинском районе был образован Коммунаровский сельсовет с центром в посёлке Коммунар за счет разукрупнения Заплавинского сельсовета

## Общая физико-географическая характеристика
Посёлок расположен в полупустынной зоне в пределах Прикаспийской низменности, на высоте 20 метров выше уровня моря. К посёлку подходит ветвь Ленинского канала. Почвы -солонцы луговатые полугидроморфные.
По автомобильной дороге расстояние до областного центра города Волгограда составляет 75 км, до районного центра города Ленинска — 26 км, до города Волжский — 57 км. Ближайшие населённые пункты: в 7 км к югу расположен хутор Ковыльный, в 10 км к юго-западу хутор Надеждин.
Климат
Климат резко-континентальный, засушливый (согласно классификации климатов Кёппена-Гейгера — Dfa). Среднегодовая температура воздуха положительная и составляет + 8,3 °C, средняя температура самого холодного месяца января — 7,9 °C, самого жаркого месяца июля + 24,4 °C. Расчётная многолетняя норма осадков — 366 мм. Наименьшее количество осадков выпадает в апреле (22 мм), наибольшее в июне (40 мм)
Часовой пояс
Коммунар, как и вся Волгоградская область, находится в часовой зоне МСК (московское время). Смещение применяемого времени относительно UTC составляет +3:00.

## Население
| 1987  | 2002 |
| ----- | ---- |
| ≈ 700 | 887  |

| 2010 |
| ---- |
| 882  |